# 分乡镇
分乡镇，是中华人民共和国湖北省宜昌市夷陵区下辖的一个乡镇级行政单位。

## 行政区划
分乡镇下辖以下地区：
分乡社区、分乡场村、大中坝村、高家堰村、普溪河村、南垭村、金竹村、联合村、南岔湾村、界岭村、棠垭村、插旗村、高场村、百里荒村、中洲山村、天坑村和天鹅池村。